# ماثيو غورغلين
ماثيو غورغلين (5 أغسطس 1990 بأمبيريو-أون-بوغي في فرنسا - ) (بالفرنسية: Mathieu Gorgelin)‏ هو لاعب كرة قدم فرنسي في مركز حراسة المرمى. شارك مع منتخب فرنسا تحت 20 سنة لكرة القدم ومنتخب فرنسا تحت 21 سنة لكرة القدم. أما مع النوادي، فقد لعب مع أولمبيك ليون ونادي النجم الأحمر سانت أوين.

## وصلات خارجية
- ماثيو غورغلين على موقع قاعدة بيانات كرة القدم.إي يو (الإنجليزية)
- ماثيو غورغلين على موقع بيانات كرة القدم. دي إي (الألمانية)
- ماثيو غورغلين على موقع ليكيب (الفرنسية)
- ماثيو غورغلين على موقع Soccerway.com (الإنجليزية)
- ماثيو غورغلين على موقع عالم كرة القدم.نت (الإنجليزية)
- ماثيو غورغلين على موقع AS.com (الإسبانية)